# Коммунистическая партия Великобритании (Временный центральный комитет)
Коммунисти́ческая па́ртия Великобрита́нии (Вре́менный центра́льный комите́т) — политическая группа в Великобритании. Издает собственный еженедельник для рабочих. Партия выступает за создание единой «Коммунистической партии Европейского Союза». Её не следует путать с ныне несуществующей Коммунистической партии Великобритании и Коммунистической партией Британии.

## Образование
Истоки КПВ (ВЦК) лежат в Новой Коммунистической партии Британии, которая отделилась от Коммунистической партии Великобритании (КПВ) в 1977 году. Под влиянием Коммунистической партии Турции, группа во главе с лидером молодёжной секции НКПБ Джоном Чемберленом (который использует псевдоним Джек Конрад) попыталась вернуться в КПВ.
Немногие восстановили партийные билеты, но группировка начала публиковать The Leninist, сначала как журнал, а затем в качестве ежемесячной газеты. Первоначально The Leninist была газетой сталинистской направленности, но со временем это изменилось. Это, возможно, было связано с взаимодействием членов КПВ с различными группами троцкистов.